# Valdeganga
Valdeganga es un municipio y localidad española de la provincia de Albacete, en la comunidad autónoma de Castilla-La Mancha, perteneciente a La Manchuela. El término municipal tiene una población de 1961 habitantes (INE 2024).

## Geografía
La localidad se encuentra en el sureste de la península ibérica. El municipio está situado al nordeste de la provincia, en la comarca de La Manchuela, a 23 km de la capital provincial y a orillas del río Júcar, en su margen derecha, a 80 m del nivel de sus aguas. Se encuentra también cerca del canal de María Cristina y a 29 km de Casas-Ibáñez. Constituye el final del carril bici Albacete-Valdeganga. Pertenece al partido judicial de Albacete.

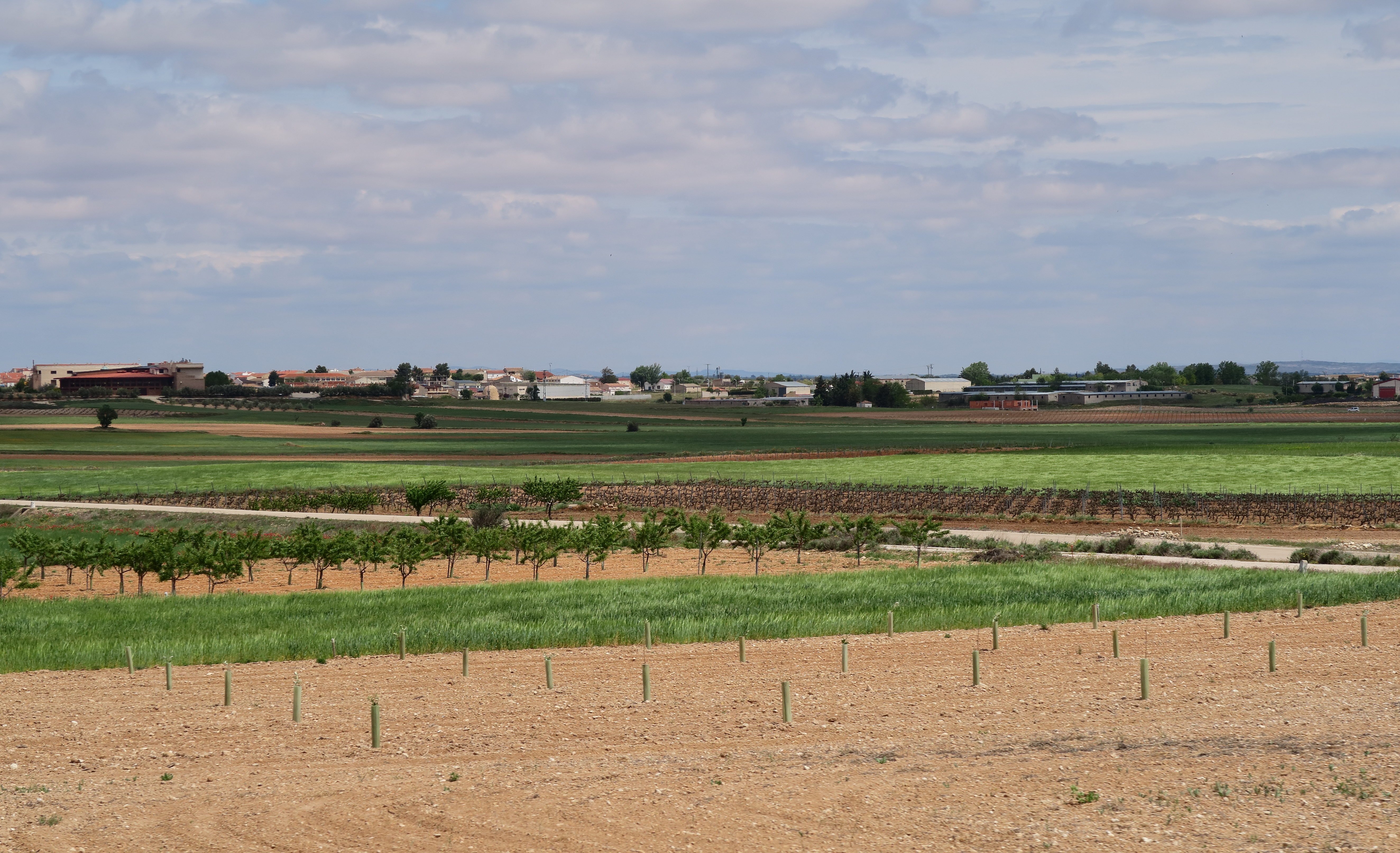
Paisaje en Valdeganga

Abarca una extensión de 98,32 km² a 676 m sobre el nivel del mar, y contaba con una población de 1990 habitantes según los datos oficiales del INE en 2020, a los cuales se les conoce con el gentilicio de valdeangueros.
Valdeganga es una población de contrastes paisajísticos, donde puede encontrarse una llanura en la que proliferan viñedos, y una ribera en torno al río Júcar, que atraviesa esta comarca rompiendo la llanura y convirtiendo el lugar por donde pasa la zona de huertas, barrancos y vistas agrestes.

## Historia
Hacia mediados del siglo XIX, el lugar tenía contabilizada una población de 1154 habitantes. Aparece descrito en el decimoquinto volumen del Diccionario geográfico-estadístico-histórico de España y sus posesiones de Ultramar de Pascual Madoz de la siguiente manera:

VALDEGANGA: v. con ayunt. en la prov. y aud. terr. de Albacete (5 horas), part. jud. de Casas Ibañez (4), c. g. de Valencia (23), dióc. de Cartagena, cuyo ob. reside en Murcia (2): sit. en punto elevado á la márg. der. del r. Júcar: tiene 290 casas; la consistorial; cárcel; escuela de instruccion primaria dotada con 1,300 rs.; otra de niñas cuya maestra percibe 500 rs.; varios pozos de aguas potables; una igl. parr. (La Purísima Concepcion) servida por un cura y un sacristan · confina el térm. con los de Chinchilla, Jorquera, Albacete y Mahora; dentro de él se encuentran los cas. de el Monte, Pozo, Abadía de San Benito, Fuente del Batan y Casas de Cuarterro: el terreno que participa de vega, laderas y valle, es de buena calidad; comprende unos trozos de pinar sin utilidad, por ser aun nuevos; atraviesa el térm. el r. Júcar con un mal ponton de madera muy espuesto por su estrechez y elevacion. caminos: los locales. correo: se recibe y despacha en Albacete por el conductor del de Jorquera. prod.: cereales, legumbres, hortalizas, vino, azafrán, cáñamo, lino , frutas , seda, cañas y buenos pastos, con los que se mantiene ganado lanar, cabrio, mular y asnal. ind.: la agrícola, telares de lana y lienzos ordinarios, y varios de los oficios y artes mecánicos mas indispensables. comercio: esportacion del sobrante de frutos é importacion de los artículos que fallan. pobl.: 286 vec., 1,154 alm. cap. prod.: 4.818,686 rs. imp.: 235,834.
(Madoz, 1849, p. 272)

## Geografía humana

### Demografía
Cuenta con una población de 1961 habitantes (INE 2024).

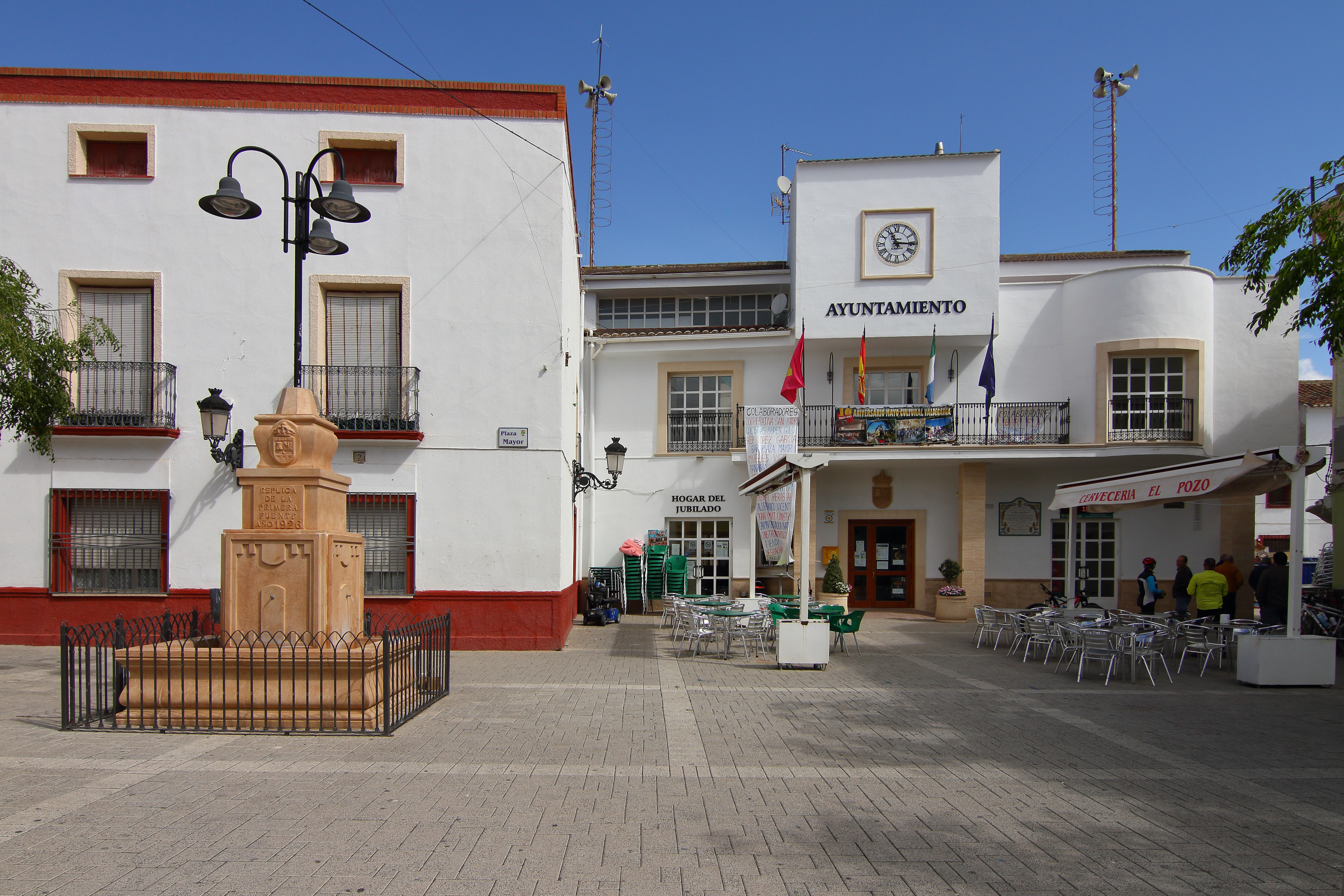
Casa consistorial de Valdeganga

| Gráfica de evolución demográfica de Valdeganga entre 1842 y 2021                                                      |
| |
| Población de derecho según los censos de población del INE. Población de hecho según los censos de población del INE. |

### Economía
Produce cereales, vino, hortalizas, frutas y productos de tierras de llano en regadío, que han ido en aumento. Se ha construido un polígono industrial, que dará nuevas orientaciones a la producción.

## Patrimonio
Valdeganga fue zona de paso, y en la antigua ciudad, parece ser que de origen romano, se encontraban algunas ventas junto a las calzadas romanas. Parece ser que había dos calzadas que se cruzaban en la vega del río Júcar: una que se dirigía a Zaragoza; la otra paralela al Júcar conducía hasta Valencia, Denia o Cullera.
En el término municipal existe cierto paraje, lugar conocido como El Santo, que conserva las ruinas de la antigua ciudad de Vallislonga en la que, según el itinerario de Antonino, se hallaba la Sexta Mansión del Imperial camino romano que desde el sur se dirigía a Zaragoza, por lo cual se construyó de inmediato a la población un puente sobre el llamado Puente Torres, de indudable origen romano.